# Paissandu Atlético Clube
Pour les articles homonymes, voir América Futebol Clube.
Le Paissandu Atlético Clube est un club social et sportif de la ville de Rio de Janeiro, au Brésil. Ses couleurs officielles sont le bleu et le blanc.

## Histoire
Le club fut fondé par des anglais, sous le nom de Rio Cricket Club, le 15 août 1872, dans le quartier de Botafogo, autour de la pratique du cricket. En 1880, il déménagea pour le quartier de Flamengo, dans la rue Paissandu, ce qui lui fit prendre le nom de Paysandu Cricket Club. Sous ce nom, le club se lança dans la pratique du football et participa à la création du championnat de Rio de Janeiro de football, dont il conquit le titre une seule et unique fois, en 1912, contre le Flamengo. L'équipe championne jouait en bleu et blanc et la majorité de ses joueurs étaient d'origine anglaise.

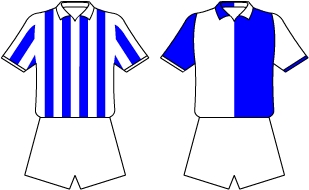
Maillots du Paysandu Cricket Club en football.

En 1914, le club abandonne la pratique officielle du football, et changea de nom pour s'appeler Paysandu Athletic Club. En 1932, il déménagea à nouveau, de Flamengo à Copacabana, avant de s'installer définitivement, en 1953, à Leblon.
Aujourd'hui, le nom du club est réorthographié en Paissandu Atlético Clube. On y pratique notamment le tennis, le squash, le bowls et le football, entre autres.

## Palmarès
- Vainqueur du championnat de Rio de Janeiro en 1912